# Black metal sinfônico
Black metal sinfônico é um subgênero de black metal que emergiu na segunda metade da década de 1990, e incorpora elementos sinfônicos e orquestrais.

## Características
Black metal sinfônico é um estilo do black metal que pode incluir o uso de música criada via teclado para conjurar ambientes "pseudo-orquestrais" com padrões definidos (com sons de instrumentos de cordas, coros, piano, órgãos), ou arranjos orquestrais completos  contendo instrumentos de sopro, pratos, percussão, teclados e cordas. Bandas como Carach Angren podem conter instrumentos próprios como violinos em adição a orquestrações ao vivo ou virtual. Os vocais podem ser "limpos" ou estilo operático, e a estrutura das canções são mais definidas ou inspirada por sinfonias, embora não aderindo a formas encontradas na música ocidental (sonata, rondó, temas e variações) e seguindo uma típica abordagem baseada no riff. Muitas das caraterísticas do black metal tradicional são deixadas de lado, como vocais rasgados, ritmos rápidos, produção lo-fi e riffs de guitarra elétrica em tremolo.

## Notáveis bandas do estilo
| Banda                 | País          | Formação | Notas         |
| --------------------- | ------------- | -------- | ------------- |
| Abigail Williams      | EUA           | 2005     | [ 2 ]         |
| ...And Oceans         | Finlândia     | 1995     | [ 3 ] [ 4 ]   |
| Anorexia Nervosa      | França        | 1995     | [ 5 ]         |
| Apostasy              | Suécia        | 2000     | [ 6 ]         |
| Bal-Sagoth            | Inaglaterra   | 1993     | [ 7 ] [ 8 ]   |
| Carach Angren         | Países Baixos | 2003     | [ 9 ]         |
| Catamenia             | Finlândia     | 1995     | [ 10 ]        |
| Chthonic              | Taiwan        | 1995     | [ 11 ]        |
| Crimson Moonlight     | Suécia        | 1997     | [ 12 ]        |
| Dark Fortress         | Alemanha      | 1994     | [ 13 ]        |
| Darzamat              | Polônia       | 1995     | [ 14 ]        |
| Diabolical Masquerade | Suécia        | 1993     | [ 15 ]        |
| Dimmu Borgir          | Noruega       | 1993     | [ 16 ] [ 17 ] |
| Dragonlord            | EUA           | 2000     | [ 18 ]        |
| Emperor               | Noruega       | 1991     | [ 19 ]        |
| Equilibrium           | Alemanha      | 2001     | [ 20 ]        |
| Gehenna               | Noruega       | 1993     | [ 21 ]        |
| Graveworm             | Itália        | 1992     | [ 22 ]        |
| Hecate Enthroned      | Inglaterra    | 1993     | [ 23 ]        |
| Kekal                 | Indonésia     | 1994     | [ 24 ]        |
| Limbonic Art          | Noruega       | 1993     | [ 25 ]        |
| Opera IX              | Itália        | 1988     | [ 26 ]        |
| Vaakevandring         | Noruega       | 1999     | [ 27 ]        |
| Vesania               | Polônia       | 1997     | [ 28 ]        |